# Hilmer Bengtsson
Vide Otto Hilmer Bengtsson, född 12 april 1925 i Ruda i Långemåla församling i Kalmar län, död där 3 april 1995, var en svensk konstnär.
Bengtsson studerade vid Académie Libre i Stockholm och vid Skånska målarskolan samt vid Mogens Andersens målarskola i Köpenhamn och under studieresor till Italien, Danmark och Spanien. Han medverkade i utställningar på Kalmar konstmuseum.